# Evelyn Rodríguez
Evelyn Rodríguez (2 de enero de 1990) es una deportista guatemalteca que compitió en judo. Ganó una medalla de plata en el Campeonato Panamericano de Judo de 2013, en la categoría de –44 kg.

## Palmarés internacional
| Campeonato Panamericano | Campeonato Panamericano | Campeonato Panamericano | Campeonato Panamericano |
| Año                     | Lugar                   | Medalla                 | Categoría               |
| ----------------------- | ----------------------- | ----------------------- | ----------------------- |
| 2013                    | San José (Costa Rica)   | Medalla de plata        | –44 kg                  |